# Nancowry
Nancowry (auch Nankauri, Nancowrie, Nangkowry, nicobarisch: Mout) ist eine indische Insel. Sie gehört zu den Nikobaren im Indischen Ozean.
Die Insel liegt südlich der Nachbarinsel Camorta und östlich von Katchal und erreicht eine Höhe von 162 Metern. Nach der indischen Volkszählung im Jahr 1991 lebten auf der Insel 941 Menschen. Die größten Dörfer waren: Malacca, Tapong, Champin und Hinnunga. Zu dieser Zeit hatte die Insel eine Fläche von 66,9 km².
Zwischen Nancowry und Camorta erstreckt sich ein idealer Naturhafen, der als einer der sichersten Naturhäfen der Welt bezeichnet wurde und den Europäern bereits im 17. Jahrhundert bekannt war. Dieser Hafen wurde häufig auch von Piraten genutzt, bis ihn die Engländer 1869 mit einem Stützpunkt sicherten.
1711 versuchten sich französische Jesuiten auf der Insel niederzulassen. Ab 1756 beanspruchten die Dänen die Nikobaren und 1768 landeten mit ihrem Wohlwollen Herrnhuter-Missionare auf Nancowry. 1778 erreichte ein österreichisches Kriegsschiff, die Fregatte Joseph und Maria Theresia unter Kapitän Bennet, die Nikobaren und nahm Nancowry für Österreich in Besitz. Eine Schanze wurde angelegt und mit acht Kanonen bestückt. Nachdem den Dänen diese Besitzergreifung bekannt geworden war, protestierten sie in ihrem Stützpunkt Trankebar gegen dieses Vorgehen. 1785 verließen die Europäer die Inseln wieder. 1869, nachdem die Dänen ihre Ansprüche endgültig aufgegeben hatten, errichteten die Engländer im Hafen von Nancowry eine Siedlung mit ungefähr 350 Einwohnern.
In den großen Flutwellen des Tsunamis als Folge des schweren Seebebens im Indischen Ozean 2004 wurde Nancowry – wie alle Nikobaren – schwer verwüstet.